# L'airone
L'airone è un romanzo di Giorgio Bassani del 1968, vincitore del Premio Campiello nel 1969. Il romanzo costituisce il quinto libro del ciclo Il romanzo di Ferrara.
L'airone fu definito dallo stesso Bassani «descrizione di un viaggio verso la morte».

## Trama
La vicenda si svolge in una domenica d'inverno del 1947.
L'avvocato Edgardo Limentani, ricco proprietario terriero, vive a Ferrara con la moglie Nives, per la quale ha ormai perso ogni interesse, la piccola figlia Rory e la madre. Ha deciso di dedicare la giornata alla caccia, in una valle del delta del Po. Lascia la casa all'alba, perché è atteso nelle prime ore del mattino da una guida, Gavino Aleotti, procuratagli dal cugino Ulderico Cavaglieri, col quale ha di recente riallacciato i rapporti dopo molti anni di silenzio. 
Durante il tragitto è sopraffatto da un senso di malessere e di insoddisfazione sempre crescente, tanto che non partecipa alla caccia e lascia fare tutto alla guida, che riesce ad abbattere molti uccelli. 
Sulla strada del ritorno Limentani si ferma a Codigoro, dove vive il cugino Ulderico, per pranzare in un ristorante gestito dall'ex-fascista Bellagamba, al quale vuole regalare le prede della caccia che ha ammassato sull'automobile. La vista dell'allegria degli altri avventori e il pensiero dei numerosi figli e della bella famiglia di Ulderico aumentano ancora di più il senso di repulsione verso la vita che si sta facendo strada in lui. Dopo un breve sonno in una stanza del ristorante per smaltire il troppo vino, Limentani, prima di ripartire, fa un giro per il paese. Davanti alla bottega di un imbalsamatore gli torna alla mente un airone ucciso durante la caccia e gli pare di sentirsi come il volatile, «senza la minima possibilità di sortita». Immaginandosi morto, Limentani si sente travolgere da «un'onda improvvisa di felicità» e decide che la sera stessa si toglierà la vita.
Tornato a Ferrara, si chiude in camera senza partecipare alla cena e si prepara accuratamente al gesto estremo. 
Il romanzo si conclude con la consueta visita di Limentani all'anziana madre, che come ogni volta gli augura tranquillamente la buona notte.

## Edizioni
- Giorgio Bassani, L'airone, Milano, A. Mondadori, 1968.
- Giorgio Bassani, L'airone, introduzione di Marilyn Schneider, A. Mondadori, 1978.
- Giorgio Bassani, Il romanzo di Ferrara, A. Mondadori, 1980 (contiene: Dentro le Mura; Gli occhiali d'oro; Il giardino dei Finzi Contini; Dietro la porta; L'airone; L'odore del Fieno).

## Principali traduzioni
- (ES)  Giorgio Bassani, La garza, [traducción de Narciso Comadira; dibujo de Carlos Avallone, Seix barral, Barcelona 1970
- (EN)  Giorgio Bassani, The heron, translated by William Weaver, Harcourt Brace Jovanovich, New York 1970
- (FR)  Giorgio Bassani, Le Héron, / traduit de l'italien par Michel Arnaud, Gallimard, Paris 1971
- (SV)  Giorgio Bassani, Purpurhagern, I oversattning av Ingrid Borge, Coeckelberghs, Stockholm-Firenze 1977
- (DE)  Giorgio Bassani; Der Reiher: Roman, aus dem Italienischen von Herbert Schluter, R. Piper, Munchen 1986
- (NL)  Giorgio Bassani; De reiger: roman, uit het Italiaans vertaald door Joke Traats, Meulenhoff, Amsterdam c1993
- (ES)  Giorgio Bassani; La garza, edición de Anna Dolfi; traducción de Carlos Manzano, Cátedra, Madrid ©1995
- (EN)  Giorgio Bassani, The Heron, translated by Jamie McKendrick, Penguin, UK 2018